# Kazimierz Sołłohub

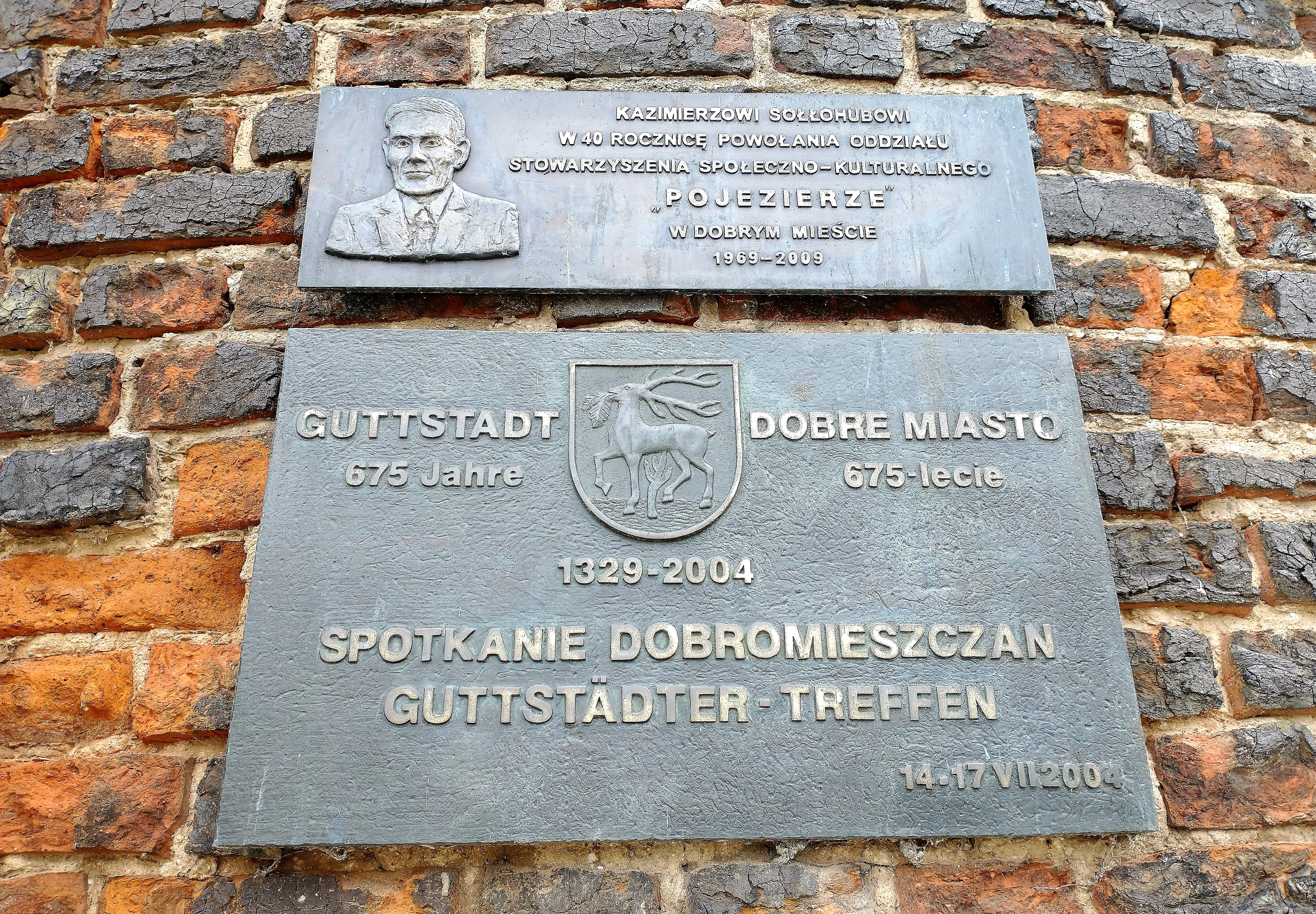
Tablica w Dobrym Mieście

Kazimierz Sołłohub (ur. 1 marca 1910 w Kurgułach na Laudzie, zm. 14 czerwca 1999 w Dobrym Mieście) – polski nauczyciel, członek Armii Krajowej, działacz społeczny i regionalny, spółdzielca spożywczy.

## Życiorys
Początkowo uczył się prywatnie u kuzynów Montwiłłów, a potem kontynuował naukę w Gimnazjum Polskim w Poniewieżu. Ukończył seminarium nauczycielskie i podjął pracę w polskiej szkole w Nupranach (ówczesna Litwa). W 1929 został aresztowany i przesiedlony do powiatu Szaki, zdominowanego przez ludność etnicznie litewską. Przebywał tam przez trzy miesiące. Dzięki staraniom Towarzystwa „Pochodnia” oraz jego ojca zezwolono mu na powrót do domu (co tydzień był zobowiązany meldować się na policji w Krakinowie i zakazano mu działalności oświatowej). Gdy zakaz nauczania po kilku latach został uchylony, podjął pracę nauczyciela w Kunigiszkach, a następnie w Bobtach. Po śmierci ojca wrócił do domu, gdzie działał społecznie (m.in. założył lokalne kółko rolnicze). Należał do Związku Polaków na Litwie.
W 1942 został przez Niemców przeznaczony do wywiezienia na roboty do Rzeszy. W sztabie osiedleńczym pracowała jednak jego znajoma, dzięki której nie doszło do wywózki, a rodzina ukryła się u znajomego Litwina, Ważgowskiego (Vaiżgauskasa). Z czasem przeniosła się do Daniliszek, majątku rodziny Jankowskich, którego właścicielką była Rosjanka kolaborująca z Niemcami. Działał tutaj w strukturach Armii Krajowej (pseudonim Stary, brygada "Szczerbca"). W sierpniu 1944, podczas ofensywy sowieckiej, został ranny odłamkiem w stopę. Gdy rodzina wróciła do rodzinnego majątku, zastała jedynie ruiny splądrowane przez Rosjan. Podjęła decyzję o wyjeździe na Ziemie Odzyskane. W kwietniu 1946 transport Polaków z Poniewieża pod jego kierownictwem odjechał do Polski. 21 kwietnia 1946 rodzina dojechała do Olsztyna i skierowana na osiedlenie do Dobrego Miasta.
Zamieszkał, wraz z rodziną, przy ulicy Warszawskiej 4, jednak został stamtąd usunięty przez burmistrza, byłego kapitana Ludowego Wojska Polskiego, który zamierzał tam otworzyć hotel. Rodzina przeprowadziła się na ulicę Gdańską 30. 1 sierpnia 1946, z jego inicjatywy, założono spółdzielnię spożywców "Warmia" (31 grudnia 1948 połączoną z Samopomocą Chłopską). Aby na bieżąco dopilnowywać placówki, przeniósł się razem z rodziną brata do mieszkania w budynku spółdzielni, przy ul. Warszawskiej 11. Dystrybuował m.in. towary z UNRRY. W 1953 zmienił pracę i został księgowym w dobromiejskim Zarządzie Budynków Mieszkalnych. 1 marca 1956 został dyrektorem tego przedsiębiorstwa. W 1969 założył oddział Stowarzyszenia Społeczno-Kulturalnego „Pojezierze” w Dobrym Mieście i był jego prezesem do 1997.

## Odznaczenia i upamiętnienie
Został odznaczony Krzyżem Armii Krajowej. Upamiętnia go tablica pamiątkowa na Bocianiej Baszcie w Dobrym Mieście.